# Société pour la nature et les parcs du Canada
Pour les articles homonymes, voir Snap.
 (décembre 2008).
Si vous disposez d'ouvrages ou d'articles de référence ou si vous connaissez des sites web de qualité traitant du thème abordé ici, merci de compléter l'article en donnant les références utiles à sa vérifiabilité et en les liant à la section « Notes et références ».
La Société pour la nature et les parcs du Canada (SNAP) (anglais : Canadian Parks and Wilderness Society, CPAWS) est un organisme canadien à but non lucratif dédié exclusivement à la protection de la nature sauvage. Son champ d'expertise est la création d'un réseau d'aires protégées et la bonne gestion des aires protégées existantes. 
L'organisme compte plus de 17 000 membres au Canada. 

## Création
Les idées créatives, la recherche scientifique et le dévouement de milliers de bénévoles et d'employés ont permis à la SNAP de jouer un rôle capital dans la protection de plus de 45 millions d'hectares au pays et ce, depuis 1963. 
L'organisme prône l'éducation et la sensibilisation de la population ainsi que la coopération entre les organismes environnementaux, les Premières Nations, le gouvernement, l'industrie et les communautés locales. Sa mission : 
- En protégeant les écosystèmes naturels du pays à l'intérieur de parcs et d'autres aires protégées similaires, en préservant intégralement la diversité des habitats et des espèces ;

- En faisant connaître et comprendre les principes écologiques et les valeurs inhérentes de la nature par l'information, la compréhension et l'expérience ;

- En coopérant avec les gouvernements, les Premières Nations, les entreprises et d'autres organisations et particuliers afin de parvenir chaque fois que possible à un consensus.

## Organisation
La SNAP compte 13 sections régionales à travers le Canada et un bureau national à Ottawa. Au  Québec, la SNAP Québec a vu le jour en 2002. L'organisme travaille principalement à la création d'un véritable réseau d'aires protégées à travers la province, à la protection de la forêt boréale et à la bonne gestion des parcs et autres aires protégées existantes.
Les activités de la SNAP au Québec se regroupent dans les trois principaux champs de compétences suivants: 
- La création d'un réseau d'aires protégées;
- La bonne gestion des aires protégées existantes et de notre patrimoine naturel;
- Le développement de nouvelles pratiques en foresterie.

La SNAP travaille à l'échelle nationale pour la protection du territoire public et ce à travers cinq grands programmes : 
- La forêt boréale;
- Les forêts de l'Est;
- De Yellowstone au Yukon;
- Océans et eau douce;
- Parcs pour les prochaines générations.

## Sites
Au Québec, seul le programme de conservation de Yellowstone au Yukon ne s'applique pas. Voici des exemples de sites clés ou prioritaires à la conservation pour chacun des programmes au Québec : 
- La forêt boréale 
  - Pascagama ;
  - Vallée des montagnes blanches ;
  - Assinica.
- Les forêts de l'Est
  - Le bassin versant de la rivière Dumoine;
  - l'Arche de Gaspésie.
- Océans et eaux douces
  - Îles-de-la-Madeleine;
  - Manicouagan.
- Parcs pour les prochaines générations
- Mont Orford

## Résultats
Depuis sa création en 2002, voici quelques-uns des résultats obtenus:
1. Protection temporaire des monts Groulx, des rivières Moisie et Ashuapmushuan, du lac Sabourin et du parc Albanel-Témiscamie-Otish dans le cadre de la Stratégie québécoise sur les aires protégées (SQAP).
2. L'initiative Aux arbres citoyens ! qui a permis a plusieurs milliers de québécois(es) de s'informer et de s'exprimer en faveur de la protection de la forêt boréale sous la campagne On dort comme une buche (www.auxarbrescitoyens.com et www.ondortcommeunebuche.com).
3. Pressions politiques et action juridique pour protéger l'intégrité des parcs nationaux d'Oka et du Mont-Orford, dont le grand rassemblement du 22 avril 2006 avec plus de 12 000 personnes à Montréal.
4. Célébration de la forêt boréale lors du Rendez-vous boréal 2003 dont la descente en rafting de la rivière Moisie avec Marc Déry, Florent Vollant et autres.